# (110293) Oia
Pour les articles homonymes, voir Oia.
(110293) Oia est un astéroïde de la ceinture principale.

## Description
(110293) Oia est un astéroïde de la ceinture principale. Il fut découvert le 25 septembre 2001 à l'observatoire Desert Eagle par William Kwong Yu Yeung. Il présente une orbite caractérisée par un demi-grand axe de 2,60 UA, une excentricité de 0,04 et une inclinaison de 2,8° par rapport à l'écliptique.
Il est nommé d'après la ville d'Oia sur l'île grecque de Santorin.

## Compléments